# امبولپوره
امبولپوره (به لاتین: Embulpure) یک منطقهٔ مسکونی در سری‌لانکا است که در استان مرکزی (سری‌لانکا) واقع شده‌است.